# Oak Mall
Oak Mall est un centre commercial britannique situé à Greenock, en Écosse. Ce centre d'environ 70 enseignes est situé sur deux niveaux.